# تئودور کالوتسا
 تئودور کالوتسا (انگلیسی: Theodor Kaluza؛ زاده ۹ نوامبر ۱۸۸۵ – درگذشته ۱۹ ژانویهٔ ۱۹۵۴) یک ریاضی‌دان و فیزیک‌دان اهل آلمان بود. او به خاطر نظریه‌ی کالوزا–کلین در خصوص معادلات میدان در فضا-زمان پنج بعدی شناخته می‌شود. ایده او در رابطه با امکان اتحاد نیروهای بنیادی با معرفی ابعاد اضافی، بعدها برای نظریه میدان مجدداً استفاده شد.

## زندگی
کالوتسا در یک خانواده کاتولیک رومی از شهر راچیبوش در ایالت سیلزیا از پادشاهی پروس آلمان متولد شد. پدر او استاد زبان انگلیسی بود. او در دانشگاه کونیگسبرگ به مطالعه ریاضی پرداخت و در زمینه انتقال تشیرنهاوس نائل به دریافت دانشنامه دکتری شد. او در ابتدا یک ریاضی‌دان بود ولی شروع به مطالعه نسبیت کرد. در بهار 1297 خورشیدی، زمانی که کالوتسا در حال حل کردن معادلات آلبرت اینیشتین برای نسبیت عام در پنج بعد بود، به طور غیر منتظره معادلات ماکسول برای الکترومغناطیس به دست آمد. پس از مطرح کردن این نتیجه با آلبرت اینیشتین، به تشویق او این نتایج را به صورت مقاله‌ای آماده کرد تا در سال 1921 با حمایت آلبرت اینیشتین در نشریه آکادمی علوم پروس منتشر شد.

این نظریه اکنون با نام نظریه_کالوزا–کلین شناخته می‌شود (یک نام مشترک با فیزیکدان دیگری به نام اسکار کلاین). جلب نظرها به مکانیک کوانتومی باعث شد دستاورد کالوتسا برای سال‌ها فراموش شود. سرانجام با توسعه نظریه ریسمان، ایده‌ی توضیح نیروهای بنیادی با ابعاد اضافه مجدداً مطرح شد. با وجود این که بسیاری از جنبه‌های شاکله‌ی این کار در سال 1914 توسط گونار نوردشتروم منتشر شده بود، تا زمانی که ایده مجدداً مطرح شود، به فراموشی سپرده شد.